# Leptochilus palandokenicus
Leptochilus palandokenicus är en stekelart som beskrevs av Yilderim och Özbeck 1995. Leptochilus palandokenicus ingår i släktet Leptochilus och familjen Eumenidae. Inga underarter finns listade i Catalogue of Life.